# Kylling Marengo
Chicken Marengo er fransk ret, der består af kylling sautéret i olie med hvidløg og tomat, der serveres sammen med spejlæg og krebs. Retten minder om kylling à la Provençale, men hvor  tilføjelsen af æg og krebs, som er traditionel for Kylling marengo, bliver udeladt. Den oprindelige ret blev navngivet for at fejre Slaget ved Marengo under Napoleonskrigene i juni 1800.

## Historie
Ifølge en populær historie blev retten lavet første gang efter Napoleon besejrede den østrigske hær i Slaget ved Marengo ved  Marengo syd for Torino, Italien, da hans kok Dunand indsamlede ingredienser i og omkring byen (fordi forsyningsvognen endnu ikke var nået frem) og fremstillede retten med hvad han kunne finde. Ifølge denne legende nød Napoleon retten så meget, at han fik den serveret efter hvert eneste slag, og da Durand senere havde flere ingredienser til rådighed og byttede krebsene ud med svampe og tilføjede vin til opskriften, nægtede Napoleon at spise det, da han troede at det ville ændre hans krigslykke.
Denne farverige historie er givetvis en myte; Alan Davidson skriver at tomater ikke var tilgængelige på dette tidspunkt, og den første opskrift, der blev udgivet, ikke har dem med. En mere plausibel forklaring på oprindelsen af retten er at den blev lavet af en kok på en restaurant til at ære Napoleons sejr.